# Медина, Хесус
Хесу́с Мануэ́ль Меди́на Мальдона́до (исп. Jesús Manuel Medina Maldonado; род. 30 апреля 1997, Асунсьон) — парагвайский футболист, полузащитник московского «Спартака».

## Клубная карьера

### «Либертад»
Медина — воспитанник клуба «Либертад». 8 июля 2012 года в матче против «Рубио Нью» (1:0) он дебютировал в парагвайской Примере в возрасте 15 лет и 69 дней, выйдя на 85-й минуте вместо Нестора Камачо. В том же году стал чемпионом Парагвая. В 2014 году он ещё дважды выиграл чемпионат. 21 февраля 2016 года в поединке против «Депортиво Капиата» (4:2) Медина забил свои первые мячи за «Либертад», оформив дубль на 2-й и 68-й минутах встречи. 7 ноября 2016 года оформил дубль в матче чемпионата Парагвая против клуба «Спортиво Лукеньо» (2:0), отличившись на 37-й и 80-й минутах встречи. 8 марта 2017 года в матче Кубка Либертадорес против боливийского «Спорт Бойз Варнес» (3:3) он стал автором забитого мяча, тем самым забив свой первый мяч в международных турнирах. 4 апреля 2017 года в матче чемпионата Парагвая оформил дубль в ворота «Спортиво Лукеньо» (3:2), забив мячи на 47-й и 55-й минутах встречи. 16 июня 2017 года вновь оформил дубль в ворота «Спортиво Лукеньо» (3:0) в матче чемпионата Парагвая, отличившись на 12-й и 49-й минутах встречи. 25 августа 2017 года в поединке Южноамериканского кубка против колумбийского «Санта-Фе» (1:0) Медина отметился забитым мячом. Всего за время выступления за «Либертад» во всех турнирах провёл 88 матчей и забил 19 мячей.

### «Нью-Йорк Сити»
31 декабря 2017 года Медина перешёл в клуб MLS «Нью-Йорк Сити». Этот трансфер, совершённый в 17:00 по UTC−05, стал первым в мире за 2018 год, так как по UTC+14 уже наступило 1 января. Игрок подписал с американским клубом четырёхлетний контракт по правилу назначенного игрока. Дебютировал за «Нью-Йорк Сити» 5 марта 2018 года в матче стартового тура сезона 2018 против «Спортинга Канзас-Сити», выйдя в стартовом составе, также в этом матче он забил свой первый мяч за клуб, отличившись на 53-й минуте с передачи Бена Суэта. В своём дебютном сезоне за клуб провёл во всех турнирах 31 матч и забил шесть мячей. В феврале 2019 года Медина получил грин-карту и перестал считаться в MLS иностранным игроком. 7 сентября 2019 года оформил дубль в ворота «Нью-Инглэнд Революшн» (2:1), забив первый мяч на 70-й минуте, а второй в компенсированное ко второму тайму время, тем самым вырвал для своего клуба победу в матче. 24 апреля 2021 года забил два мяча в ворота «Цинциннати» (5:0), отличившись на 6-й и 83-й минутах встречи. По итогам сезона 2021 Медина вместе с клубом стал победителем MLS. По окончании сезона 2021 «Нью-Йорк Сити» не стал продлевать контракт Медины согласно опции и он покинул клуб свободным агентом. Выступал за клуб с 2017 по 2021 год, проведя во всех турнирах 118 матчей, забив 26 мячей и отдал 10 голевых передач.

### ЦСКА (Москва)

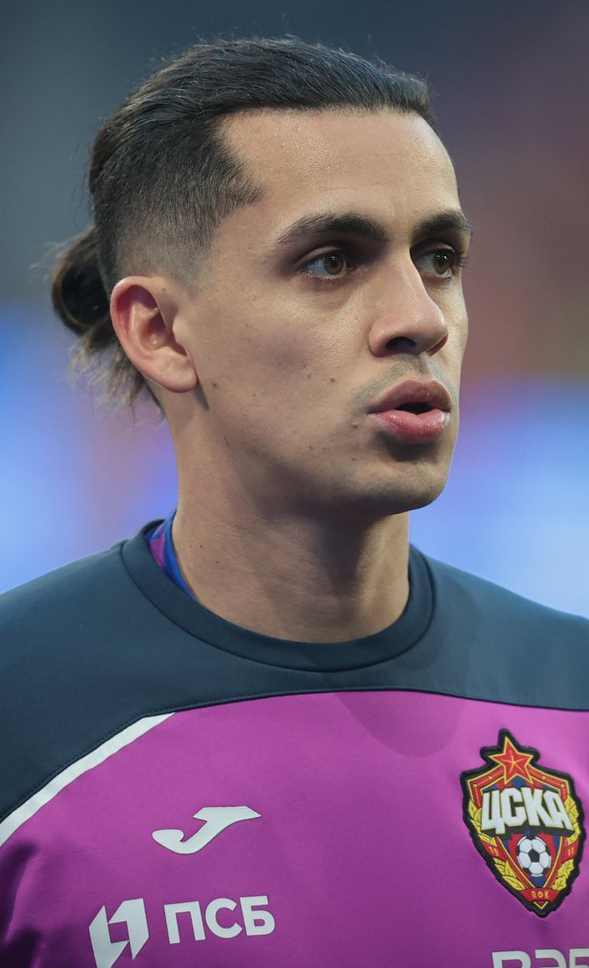
Медина в составе ЦСКА в 2022 году

17 января 2022 года Медина на правах свободного агента подписал контракт с московским ЦСКА сроком на три с половиной года. Дебютировал за клуб 26 февраля 2022 года в матче 19-го тура чемпионата России против московского «Спартака» (2:0), выйдя в стартовом составе и на 55-й минуте был заменён на Бахтиёра Зайнутдинова. 20 марта 2022 года в матче 22-го тура чемпионата России против казанского «Рубина» (6:1) Медина забил свой первый мяч за ЦСКА, отличившись на 24-й минуте встречи с передачи Жан-Филиппа Гбамена. Всего в дебютном сезоне за клуб провёл во всех турнирах 12 матчей и забил один мяч. 23 июля 2022 года в матче 2-го тура чемпионата России против «Сочи» (3:0) Медина оформил дубль, забив первый мяч на 36-й минуте, а второй забил в компенсированное ко второму тайму время. По итогам сезоне 2022/23 Медина вместе с клубом стал серебряным призёром чемпионата России, а также стал обладателем Кубка России. Всего в составе ЦСКА провёл во всех турнирах 45 матчей, забил 12 мячей и сделал 10 результативных передач.

### «Спартак» (Москва)
10 июля 2023 года перешёл в московский «Спартак», заключив контракт до 30 июня 2026 года. Сумма трансфера составила около семи миллионов евро. Этот переход стал первым прямым трансфером из ЦСКА в «Спартак» за 29 лет, ранее подобный трансфер был совершён в 1994 году. Также «Спартак» впервые в истории заплатил за игрока ЦСКА. Дебютировал за клуб 5 августа 2023 года в матче 3-го тура чемпионата России против «Рубина» (4:1), выйдя на 58-й минуте встречи вместо Романа Зобнина и через 37 секунд, спустя два касания, забил свой первый мяч за «Спартак». Этот забитый мяч стал примечательным сразу в двух случаях: во-первых, он стал самым быстрым голом среди дебютантов «Спартака», а, во-вторых, Медина стал первым игроком в 21-м веке, забившим и за ЦСКА, и за «Спартак» в чемпионате. 8 октября 2023 года, в матче 11-го тура чемпионата России, Медина ударом головой забил мяч в ворота своей бывшей команды — московского ЦСКА (2:2), сравняв счёт в добавленное ко второму тайму время. 21 апреля 2024 года оформил дубль в матче 25-го тура чемпионата России против «Ростова» (5:1), отличившись на 54-й минуте и реализовав пенальти на 60-й минуте, а также на 16-й минуте встречи сделал голевую передачу на Даниила Хлусевича. Всего в сезоне 2023/24 провёл за «Спартак» во всех турнирах 34 матча, в которых забил пять мячей и сделал четыре голевые передачи.

## Карьера в сборной
В 2013 году в составе юношеской сборной Парагвая Медина принял участие в юношеском чемпионате Южной Америки в Аргентине. На турнире он сыграл в матчах против команд Колумбии (1:1), Эквадора (3:0), Венесуэлы (0:1), Перу (3:1), Уругвая (1:3), Бразилии (2:2) и дважды Аргентины (3:1 и 1:3). В поединках против колумбийцев, эквадорцев и перуанцев Медина забил четыре мяча.
В 2015 году в составе молодёжной сборной Парагвая Медина принял участие в молодёжном чемпионате Южной Америки в Уругвае. На турнире он принял участие в матчах против команд Колумбии (0:0), Эквадора (1:2), Боливии (4:2), Аргентины (0:3), Перу (1:1) и Бразилии (0:2). В поединке против боливийцев Медина стал автором забитого мяча.
В 2017 году Медина во второй раз принял участие в молодёжном чемпионате Южной Америки в Эквадоре. На турнире он сыграл в матчах против команд Колумбии (1:1), Чили (2:1), Бразилии (2:3) и Эквадора (1:2). В поединке против бразильцев Медина стал автором двух забитых мячей.
2 июля 2017 года в товарищеском матче против сборной Мексики (1:2) Медина дебютировал за сборную Парагвая, выйдя на 85-й минуте встречи вместо Антонио Барейро. Следующий матч за сборную сыграл только в 2022 году, уже будучи игроком ЦСКА.

## Достижения
Командные
«Либертад»
- Чемпион Парагвая (3): Клаусура 2012, Клаусура 2014, Апертура 2014

«Нью-Йорк Сити»
- Чемпион MLS (обладатель Кубка MLS): 2021

ЦСКА
- Обладатель Кубка России: 2022/23
- Серебряный призёр чемпионата России: 2022/23

## Статистика

### Клубная
| Выступление      | Выступление      | Выступление      | Лига | Лига | Кубки | Кубки | Конт. | Конт. | Прочие | Прочие | Итого | Итого |
| Клуб             | Лига             | Сезон            | Игры | Голы | Игры  | Голы  | Игры  | Голы  | Игры   | Голы   | Игры  | Голы  |
| ---------------- | ---------------- | ---------------- | ---- | ---- | ----- | ----- | ----- | ----- | ------ | ------ | ----- | ----- |
| Либертад         | Примера          | Апертура 2012    | 1    | 0    | —     | —     | —     | —     | —      | —      | 1     | 0     |
| Либертад         | Примера          | Апертура 2016    | 19   | 4    | —     | —     | —     | —     | —      | —      | 19    | 4     |
| Либертад         | Примера          | Клаусура 2016    | 19   | 5    | —     | —     | 1     | 0     | —      | —      | 20    | 5     |
| Либертад         | Примера          | Апертура 2017    | 21   | 7    | —     | —     | 5     | 1     | —      | —      | 26    | 8     |
| Либертад         | Примера          | Клаусура 2017    | 14   | 1    | —     | —     | 8     | 1     | —      | —      | 22    | 2     |
| Либертад         | Итого            | Итого            | 74   | 17   | —     | —     | 14    | 2     | —      | —      | 88    | 19    |
| Нью-Йорк Сити    | MLS              | 2018             | 28   | 6    | 1     | 0     | —     | —     | 2      | 0      | 31    | 6     |
| Нью-Йорк Сити    | MLS              | 2019             | 18   | 3    | 2     | 1     | —     | —     | —      | —      | 20    | 4     |
| Нью-Йорк Сити    | MLS              | 2020             | 19   | 4    | —     | —     | 4     | 0     | 6      | 3      | 29    | 7     |
| Нью-Йорк Сити    | MLS              | 2021             | 33   | 9    | —     | —     | 1     | 0     | 4      | 0      | 38    | 9     |
| Нью-Йорк Сити    | Итого            | Итого            | 98   | 22   | 3     | 1     | 5     | 0     | 12     | 3      | 118   | 26    |
| ЦСКА (Москва)    | Премьер-лига     | 2021/22          | 10   | 1    | 2     | 0     | —     | —     | —      | —      | 12    | 1     |
| ЦСКА (Москва)    | Премьер-лига     | 2022/23          | 25   | 8    | 8     | 3     | —     | —     | —      | —      | 33    | 11    |
| ЦСКА (Москва)    | Итого            | Итого            | 35   | 9    | 10    | 3     | —     | —     | —      | —      | 45    | 12    |
| Спартак (Москва) | Премьер-лига     | 2023/24          | 24   | 5    | 10    | 0     | —     | —     | —      | —      | 34    | 5     |
| Спартак (Москва) | Премьер-лига     | 2024/25          | 18   | 1    | 6     | 2     | —     | —     | —      | —      | 24    | 3     |
| Спартак (Москва) | Итого            | Итого            | 42   | 6    | 16    | 2     | —     | —     | —      | —      | 58    | 8     |
| Всего за карьеру | Всего за карьеру | Всего за карьеру | 249  | 54   | 29    | 6     | 19    | 2     | 12     | 3      | 309   | 65    |

1. ↑  Континентальные кубки: Кубок Либертадорес; Южноамериканский кубок; Лига чемпионов КОНКАКАФ
2. ↑  Матчи плей-офф MLS; Турнир MLS is Back

### Сборная
| Матчи и голы Хесуса Медины за сборную Парагвая | Матчи и голы Хесуса Медины за сборную Парагвая | Матчи и голы Хесуса Медины за сборную Парагвая | Матчи и голы Хесуса Медины за сборную Парагвая | Матчи и голы Хесуса Медины за сборную Парагвая | Матчи и голы Хесуса Медины за сборную Парагвая | Матчи и голы Хесуса Медины за сборную Парагвая |
| ---------------------------------------------- | ---------------------------------------------- | ---------------------------------------------- | ---------------------------------------------- | ---------------------------------------------- | ---------------------------------------------- | ---------------------------------------------- |
| №                                              | Дата                                           | Оппонент                                       | Счёт                                           | Голы                                           | Соревнование                                   |                                                |
| 1                                              | 2 июля 2017                                    | Мексика                                        | 1:2                                            | —                                              | Товарищеский матч                              |                                                |
| 2                                              | 30 марта 2022                                  | Перу                                           | 0:2                                            | —                                              | Отбор к ЧМ-2022                                |                                                |
| 3                                              | 2 июня 2022                                    | Япония                                         | 1:4                                            | —                                              | Товарищеский матч                              |                                                |
| 4                                              | 10 июня 2022                                   | Республика Корея                               | 2:2                                            | —                                              | Товарищеский матч                              |                                                |
| 5                                              | 23 сентября 2022                               | ОАЭ                                            | 1:0                                            | —                                              | Товарищеский матч                              |                                                |
| 6                                              | 27 сентября 2022                               | Марокко                                        | 0:0                                            | —                                              | Товарищеский матч                              |                                                |
| 7                                              | 17 ноября 2022                                 | Перу                                           | 0:1                                            | —                                              | Товарищеский матч                              |                                                |
| 8                                              | 20 ноября 2022                                 | Колумбия                                       | 0:2                                            | —                                              | Товарищеский матч                              |                                                |
| 9                                              | 28 марта 2023                                  | Чили                                           | 2:3                                            | —                                              | Товарищеский матч                              |                                                |

Итого: 9 матчей; 1 победа, 2 ничьи, 6 поражений.